# Gilles Mihalcean
Gilles Mihalcean (né le 18 avril 1946) est un sculpteur canadien.

## Biographie
Gilles Mihalcean est né à Montréal. Il porte alors le nom de Marchand, nom qu'avait choisi son grand-père roumain à son arrivée au Canada vers 1910. Il reprend le patronyme Mihalcean comme nom d'artiste.
Son père est menuisier et apprend à son jeune fils le maniement des outils et à manipuler le bois.
Sculpteur autodidacte, Mihalcean commence sa carrière en 1969. Après avoir enseigné à l'Université Laval de 1972 à 1979, il se consacre entièrement à la sculpture. Il se fait connaître par la suite avec des expositions majeures, notamment à la galerie The Power Plant à Toronto et une rétrospective en 1995 au Musée d'art contemporain de Montréal, au Musée régional de Rimouski en 2022,ainsi que dans plusieurs endroits dans le monde.
Plusieurs œuvres d'art public sont signées de sa main à Montréal.

## Démarche
Gilles Mihalcean favorise les matériaux traditionnels comme le bois et le plâtre pour ses œuvres. Il déconstruit souvent des objets, comme des chaises et des tables, en différents morceaux qu'il réassemble ensuite en une nouvelle structure d'aspect surréaliste. Ces assemblages hétéroclites font souvent intervenir des moulages en plâtre ou en bronze et de petites figurines, créant ainsi un nouvel objet imaginaire. Ses sculptures se regardent de tous les côtés, souvent réservant des vues sur l'intérieur ou à travers, par de petits orifices.

## Récompenses
- Prix des Concours artistiques du Québec (1969)
- Prix Victor Martyn Lynch-Staunton (1987)
- Bourse de carrière Jean-Paul-Riopelle (2005)[2]
- Prix Paul-Émile-Borduas (2011)[8]
- Doctorat honoris causa de l'Université Concordia (2019)

## Œuvres d'art public à Montréal
- La peur, 1993, Place d'Youville.
- Saint-Thomas, 1999, Pavillon de la Faculté d'aménagement de l'Université de Montréal.
- Monument à la Pointe, 2001, Pointe-Saint-Charles.
- Daleth, 2010, Parc Marcelin-Wilson.
- J'arrive, 2014, Gare Rivière-des-Prairies.
- Printemps, 2014, Centre universitaire de santé McGill, site Glen,
- Paquets de lumière, 2017, Quartier des spectacles.

## Musées et collections publiques
- Musée d'art contemporain de Montréal
- Musée des beaux-arts de Montréal
- Musée des beaux-arts du Canada
- Musée national des beaux-arts du Québec[9]

## Galerie

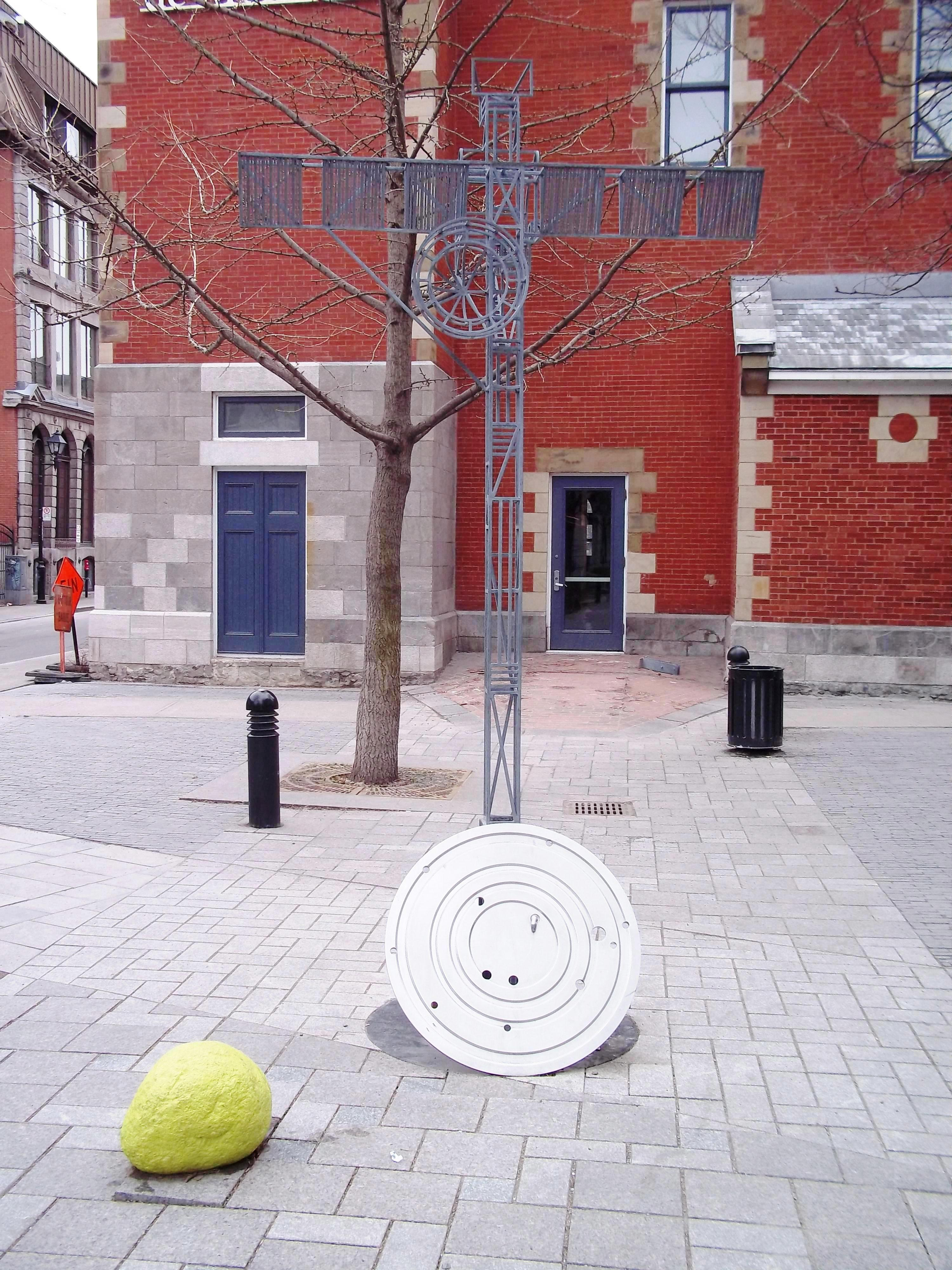
La Peur
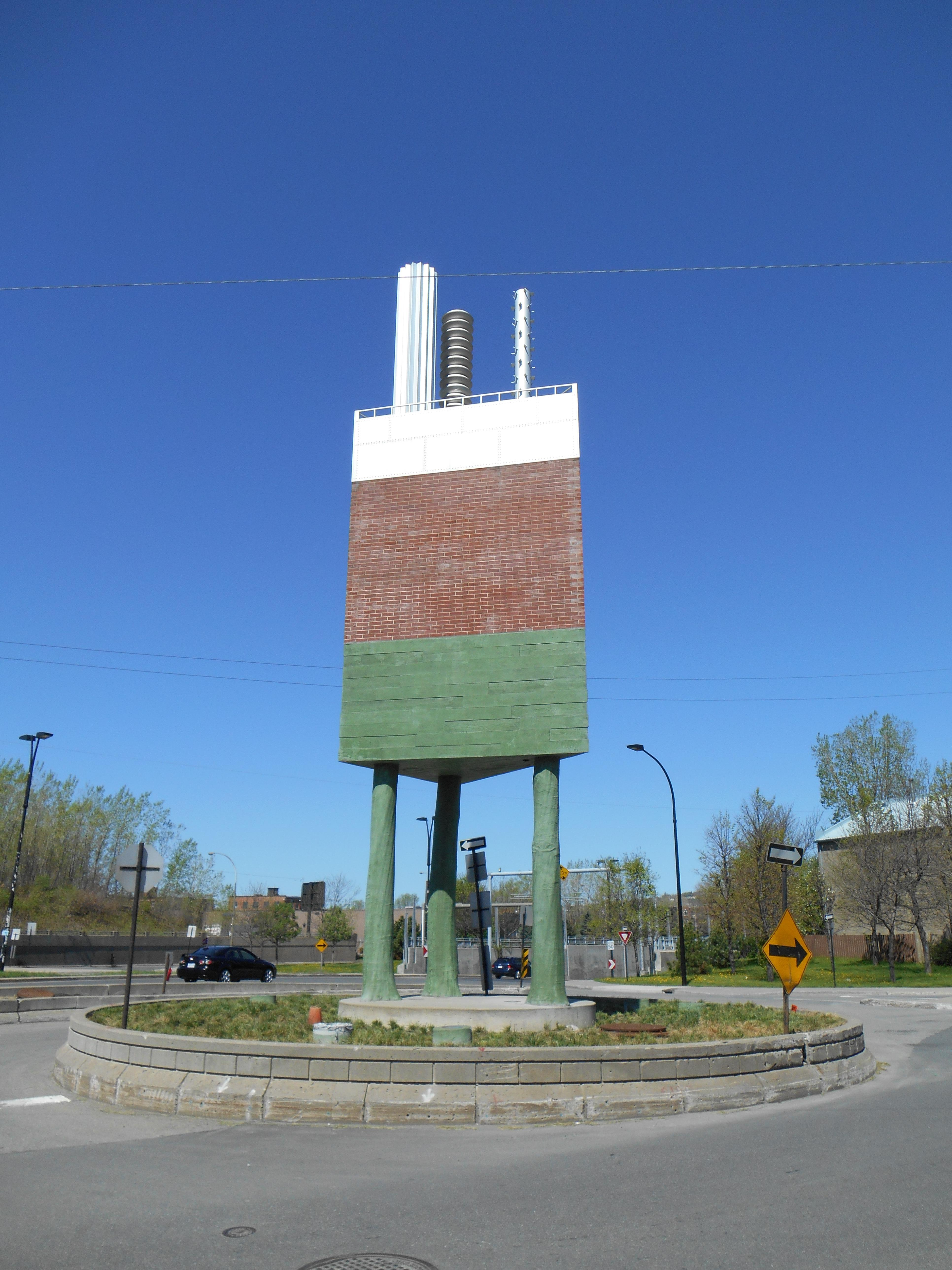
Monument à la Pointe
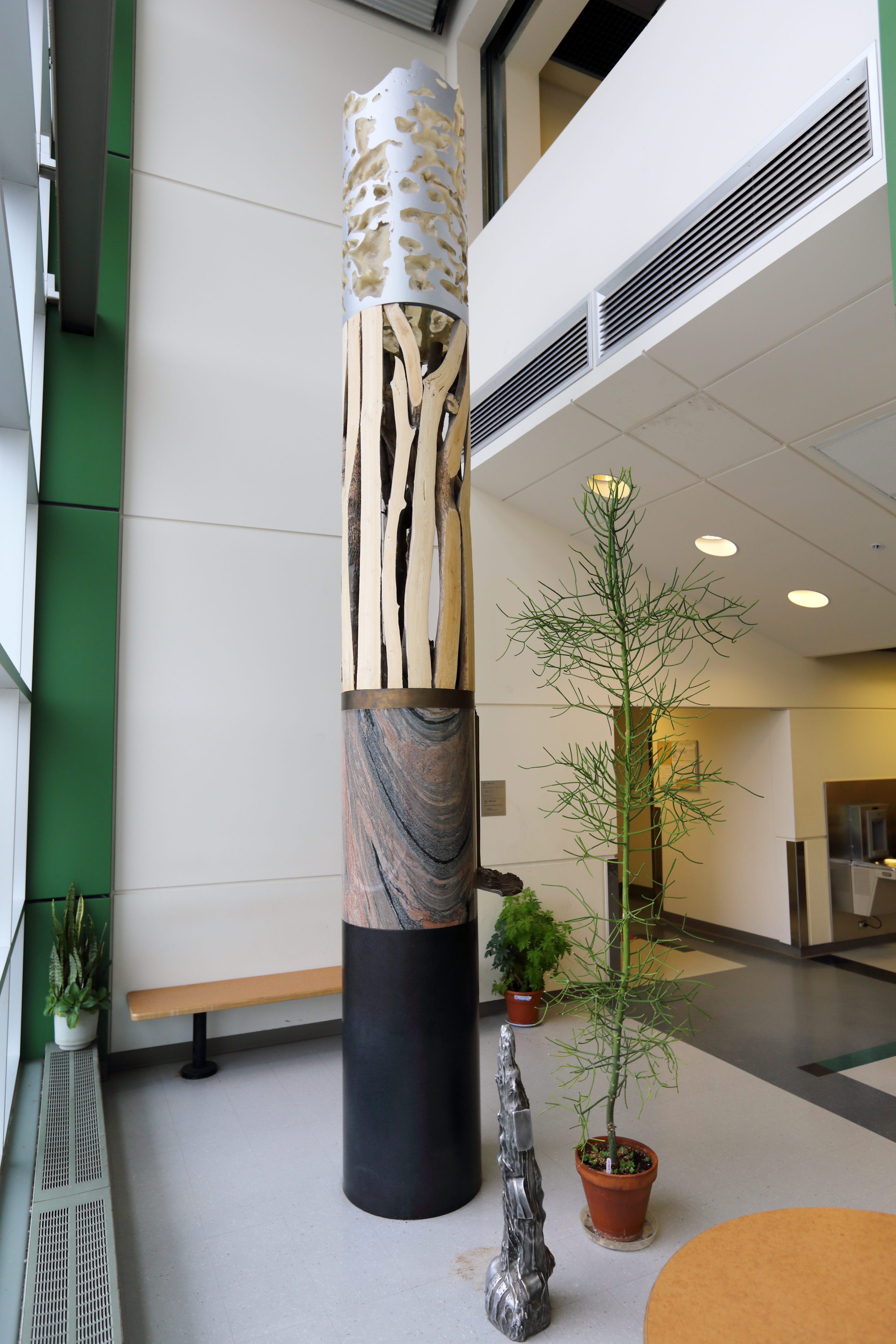
Colonne-carotte
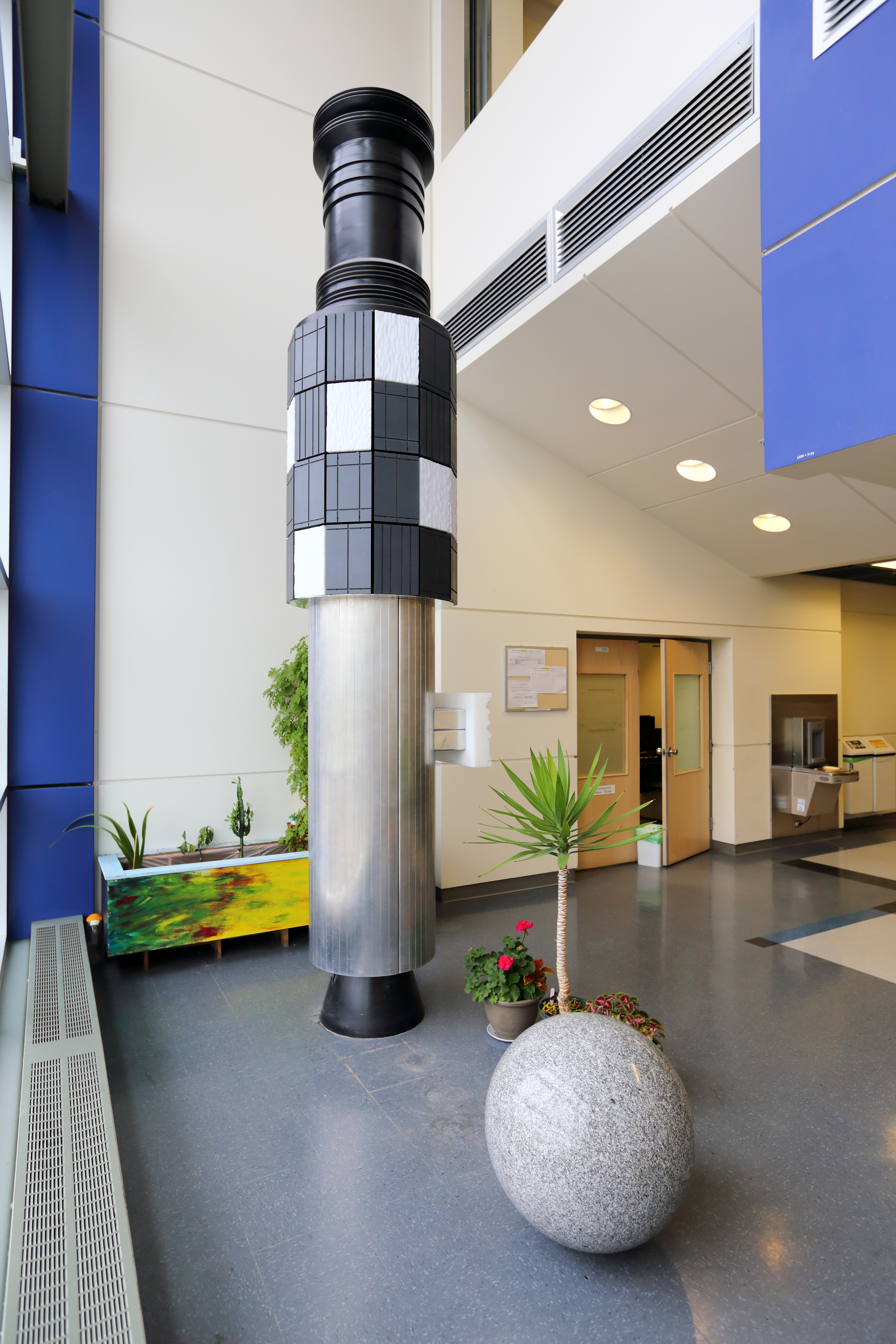
Colonne-vaisseau
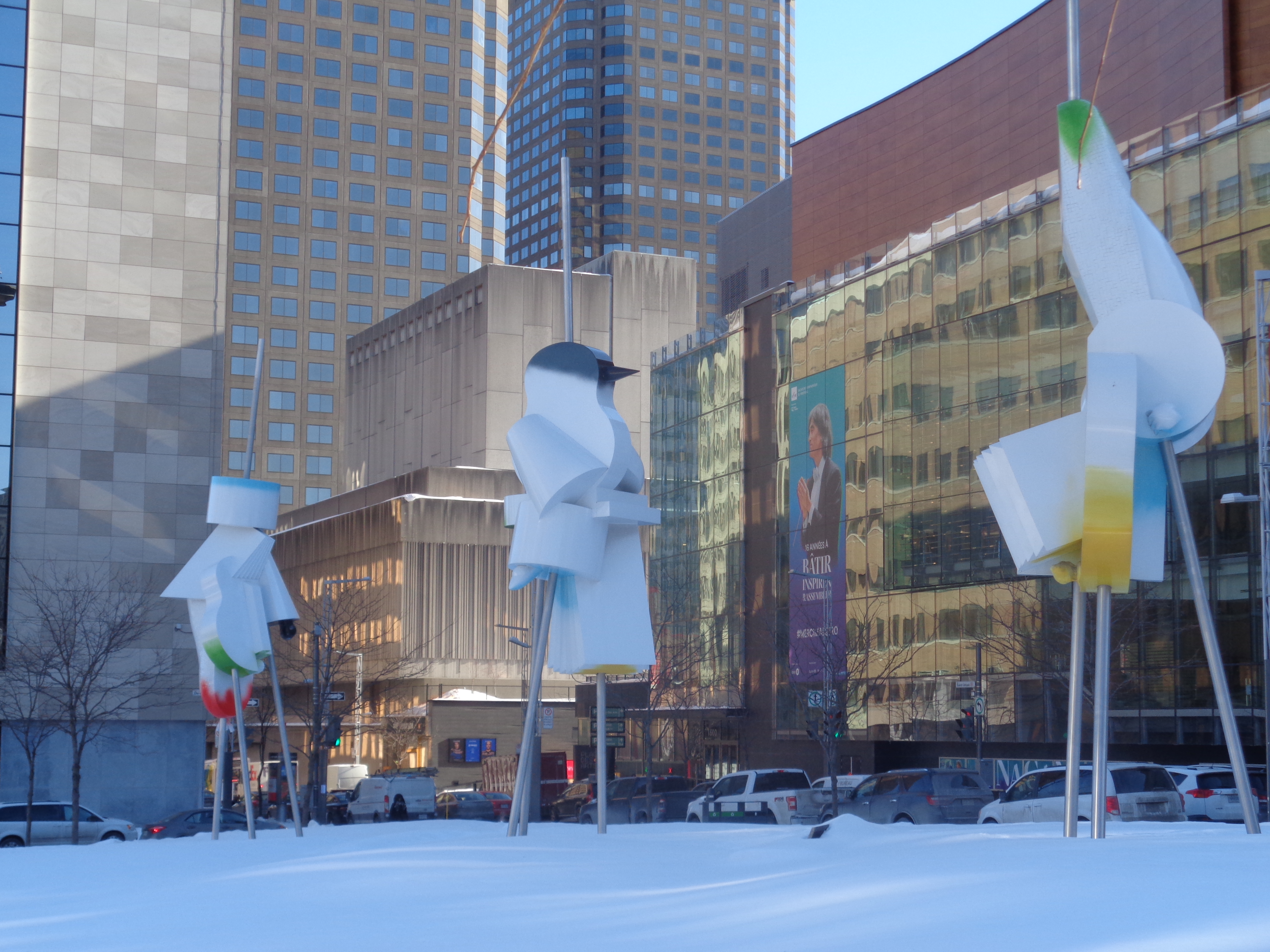
Paquets de lumière